# Zuzax, Novi Meksiko
Zuzax je neuključeno područje u okrugu Bernalillu u američkoj saveznoj državi Novom Meksiku. 
Identifikacijski broj Informacijskog sustava zemljopisnih imena (GNIS-a) tog ureda je 933178.

## Zemljopis
Nalazi se na 35°6′22″N 106°20′22″W / 35.10611°N 106.33944°W, na državnoj cesti Novog Meksika br. 333, bivša državna cesta SAD br. 66, 18 km istočno od Albuquerquea. Danas je to većinom područje potpodjela. Izlaz za Zuzax postoji na obližnjoj međudržavnoj cesti br. 40. Bila je poznata 1950-ih po turističkoj prodavaonici i maloj žičari kojom se moglo kratkom vožnjom uspeti na brježuljak iza prodavaonice.
U Zuzaxu je servisna postaja i petlja autoceste I-40.